# 602SH
AQUOS ケータイ2 602SH（アクオス ケータイ2 ロクマルニエスエイチ）は、シャープによって開発された、Y!mobileの第3.9世代移動通信システム、SoftBank 4G LTE端末である。

## 概要
AQUOS ケータイ 504SHに続くAndroidベースのOSを搭載したAQUOS ケータイ。

## 歴史
- 2016年
  - 10月12日 - ソフトバンクより公式発表[1]。
  - 10月24日 - SoftBankより発売日を発表[2]。
  - 10月28日 - 発売開始[2]。